# Finning
Finning är en kommun i Landkreis Landsberg am Lech i Regierungsbezirk Oberbayern i förbundslandet Bayern i Tyskland. Kommunen bildades 1 oktober 1971 genom en sammanslagning av kommunerna Oberfinning, Unterfinning och Entraching.
Kommunen ingår i kommunalförbundet Schondorf am Ammersee tillsammans med kommunerna Eresing och Windach.